# 島田拓海
島田 拓海（しまだ たくみ、1996年8月25日 - ）は、奈良県生駒市出身のサッカー選手。ポジションはフォワード(FW)。Jリーグ・FC大阪所属。

## 経歴
大阪経済大学から2019年に奈良クラブに加入した。
2020年シーズンはリーグ戦15試合すべてに出場で5得点。得点ランキング7位でチーム得点王となった。
2021年よりヴァンラーレ八戸に完全移籍。
2022年12月30日にヴァンラーレ八戸との契約を解除し退団。
2023年1月11日、FC大阪に移籍。3月4日の鹿児島ユナイテッドFC戦ではクラブのJリーグ初得点となるゴールを挙げた。3月12日のテゲバジャーロ宮崎戦では決勝点となるゴールを挙げ、クラブのJリーグ初勝利に貢献した。
2025年はチームのエースストライカーとして活躍。シーズン初ゴールは4月18日の第10節群馬戦まで遅れたが、5月に行われた4試合全てで得点を決め、5月度のJ3月間MVPを受賞した。6月7日の第15節讃岐戦では第10節から6試合連続となるゴールを含む2ゴールを挙げ、キャリアハイを更新した。

## 所属クラブ
- パルティーダ生駒FC
- 奈良YMCA
- 奈良育英高校
- 大阪経済大学
- 2019年 - 2020年  奈良クラブ
- 2021年 - 2022年  ヴァンラーレ八戸
- 2023年 -   FC大阪

## 個人成績
| 国内大会個人成績 | 国内大会個人成績 | 国内大会個人成績 | 国内大会個人成績 | 国内大会個人成績 | 国内大会個人成績 | 国内大会個人成績 | 国内大会個人成績 | 国内大会個人成績 | 国内大会個人成績 | 国内大会個人成績 | 国内大会個人成績 |
| 年度             | クラブ           | 背番号           | リーグ           | リーグ戦         | リーグ戦         | リーグ杯         | リーグ杯         | オープン杯       | オープン杯       | 期間通算         | 期間通算         |
| 年度             | クラブ           | 背番号           | リーグ           | 出場             | 得点             | 出場             | 得点             | 出場             | 得点             | 出場             | 得点             |
| 日本             | 日本             | 日本             | 日本             | リーグ戦         | リーグ戦         | リーグ杯         | リーグ杯         | 天皇杯           | 天皇杯           | 期間通算         | 期間通算         |
| ---------------- | ---------------- | ---------------- | ---------------- | ---------------- | ---------------- | ---------------- | ---------------- | ---------------- | ---------------- | ---------------- | ---------------- |
| 2019             | 奈良             | 26               | JFL              | 24               | 3                | -                | -                | 1                | 1                | 25               | 4                |
| 2020             | 奈良             | 26               | JFL              | 15               | 5                | -                | -                | 2                | 0                | 17               | 5                |
| 2021             | 八戸             | 19               | J3               | 19               | 5                | -                | -                | 3                | 3                | 22               | 8                |
| 2022             | 八戸             | 9                | J3               | 28               | 1                | -                | -                | 1                | 0                | 29               | 1                |
| 2023             | FC大阪           | 32               | J3               | 37               | 6                | -                | -                | -                | -                | 37               | 6                |
| 2024             | FC大阪           | 9                | J3               | 34               | 3                | 0                | 0                | -                | -                | 34               | 3                |
| 2025             | FC大阪           | 9                | J3               |                  |                  |                  |                  |                  |                  |                  |                  |
| 通算             | 日本             | 日本             | J3               | 118              | 15               | 0                | 0                | 4                | 3                | 122              | 18               |
| 通算             | 日本             | 日本             | JFL              | 39               | 8                | -                | -                | 3                | 1                | 42               | 9                |
| 総通算           | 総通算           | 総通算           | 総通算           | 157              | 23               | 0                | 0                | 7                | 4                | 164              | 27               |

その他の公式戦
- 2024年
  - J2昇格プレーオフ 1試合0得点

出場歴
- Jリーグ初出場 - 2021年3月14日 J3第1節 vsFC岐阜（岐阜メモリアルセンター長良川競技場）
- Jリーグ初得点 - 2021年5月2日 J3第7節 vsガイナーレ鳥取（プライフーズスタジアム）

## タイトル

### クラブ
奈良クラブ
- 奈良県サッカー選手権大会：2回（2019年、2020年）

ヴァンラーレ八戸
- 青森県サッカー選手権大会：2回（2021年、2022年）

### 個人
- 2018年 - 第96回関西学生サッカーリーグ2部A　優秀選手賞、得点王（20試合出場／25得点）[3]